# 二宮茂明 (大蔵官僚)
二宮 茂明（にのみや しげあき、1951年2月18日 - ） は、日本の大蔵省・財務省に勤務した官僚。愛媛県出身。

## 来歴
私立愛光高等学校を経て、1973年に京都大学経済学部を卒業した。
卒業と同年4月に大蔵省に入り、1990年に東京国税局査察部長、1992年に国税庁課税部酒税課長など、税務関連の役職を歴任した。1995年6月から銀行局保険部保険第一課長、1997年には北陸財務局長を務めた後、1998年に日本たばこ産業に出向する。
2000年に大蔵省大臣官房参事官兼内閣審議官（内政審議室）として復帰。以後財務省への省庁再編後は2001年から関東財務局長を務めた。
2002年7月に国民生活金融公庫の理事に転じる。
2005年に群馬銀行取締役および財団法人群馬経済研究所代表理事・理事長となる。